# فولجسكي
فولجسكي (بالروسية: Волжский) هي إحدى مدن روسيا في الكيان الفدرالي الروسي فولغوغراد أوبلاست.

## توأمة
لفولجسكي اتفاقيات توأمة مع كل من:
- كولينيو
- أولوموتس
- شاكير هايتس
- كليفلاند هايتس
- يانيونغانغ

## أعلام
- نيكيتا شيرنوف
- يوليا كوفالتشيوك
- ديمتري بيترنكو
- يفغيني سادوفي
- أندري غولوبيف